# Сихарулидзе, Илья Михайлович
Илья Михайлович Сихарулидзе (1908 год, Гурийский уезд, Кутаисская губерния, Российская империя — дата смерти неизвестна, Грузинская ССР) — заведующий отделом сельского хозяйства Чохатаурского района, Грузинская ССР. Герой Социалистического Труда (1949).

## Биография
Родился в 1908 году в крестьянской семье в одном из сельских населённых пунктов Гурийского уезда (сегодня — Чохатаурский муниципалитет). Окончил местную сельскую школу.
В послевоенное время трудился заведующим отделом сельского хозяйства Чохатаурского района. Занимался развитием сельского хозяйства в Чохатаурском районе. Благодаря его организаторской деятельности сельскохозяйственные предприятия Чохатаурского района значительно увеличили производительность труда. В 1948 году урожайность сортового зелёного чайного листа в целом по району превысила плановый сбор на 42,1 %. Указом Президиума Верховного Совета СССР от 29 августа 1949 года удостоен звания Героя Социалистического Труда за «получение высоких урожаев сортового зелёного чайного листа и цитрусовых плодов в 1948 году» с вручением ордена Ленина и золотой медали «Серп и Молот».
Этим же Указом звание Героя Социалистического Труда получили первый секретарь Чохатаурского райкома партии Шота Илларионович Чануквадзе, председатель райисполкома Гури Михайлович Антидзе, главный районный агроном Галактион Есевич Шарашидзе и колхозница колхоза имени Ленина Чохатаурского района Александра Ираклиевна Еркомайшвили.
Трудился в районном отделе сельского хозяйства Чохатаурского района до выхода на пенсию. С 1970 года — персональный пенсионер союзного значения. Дата смерти не установлена.